# Amuarib
Amuarib (ros. Амуариб) – wieś w Rosji, w Dagestanie, w rejonie gunibskim. W 2010 liczyła 34 mieszkańców, głównie Awarów.